# Gandzasar F.C. II
El Gandzasar Football Club II es un equipo de fútbol de Armenia que milita en la Primera División de Armenia, la segunda liga de fútbol más importante del país.

## Historia
Fue fundado en el año 2005 en la ciudad de Gandzasar y funciona como un equipo filial del Gandzasar F.C., el cual milita en la Liga Premier de Armenia, por lo que no puede ascender a la misma ni tampoco jugar la Copa de Armenia. Nunca ha ganado algún título importante en su historia.